# Albert Liogier
Pour les articles homonymes, voir Liogier.
 (décembre 2022).
Si vous disposez d'ouvrages ou d'articles de référence ou si vous connaissez des sites web de qualité traitant du thème abordé ici, merci de compléter l'article en donnant les références utiles à sa vérifiabilité et en les liant à la section « Notes et références ».
Albert Liogier, né le 17 février 1910 à Yssingeaux (France) et mort le 5 mai 1989 à Aubenas, est un homme politique français.

## Biographie
Ingénieur des travaux publics, Albert Liogier s'installe dans l'Ardèche après son service militaire, et y fonde une imprimerie et un quotidien, Le Journal de l'Ardèche, dont il est directeur.
Personnalité locale importante, il est président de la chambre de commerce d'Aubenas lorsqu'il décide de s'investir dans la lutte électorale à l'occasion du retour de Charles de Gaulle au pouvoir, en 1958.
Avec l'investiture de l'Union pour la nouvelle République, il se présente aux législatives dans la troisième circonscription de l'Ardèche et bat au second tour le sortant Paul Ribeyre, chef de file de la droite locale, député depuis 1945 et plusieurs fois ministre sous la quatrième république.
Son élection est cependant contestée, puis invalidée en février 1959. Il doit donc affronter une élection partielle en avril 1959, dont il sort largement vainqueur.
Membre du Sénat de la Communauté de juillet 1959 à mars 1961, il est ensuite membre de l'assemblée parlementaire des communautés européennes, jusqu'en novembre 1962. À l’Assemblée nationale, il défend les intérêts, notamment fiscaux, des agriculteurs, et particulièrement des viticulteurs, qui constitue la base sociologique de ses soutiens locaux.
Il défend aussi, dans le même domaine de la fiscalité, les intérêts des artisans et, plus généralement, intervient sur la situation du monde rural, qui subit alors un fort exode.
En novembre 1962, il est battu au second tour par le MRP Jean Moulin, qui bénéficie d'un fort report de voix de toutes les forces opposées au gaullisme, communistes exceptés.
Il s'investit alors dans des organismes de développement économique : président du Centre d'études et de  défense des intérêts économiques et sociaux du Vivarais en 1963, il est l'année suivante porté à la présidence de  l’Association nationale de défense des régions insuffisamment développées.
Cette même année, il est nommé comme « personnalité qualifiée » au Conseil économique et social. Il est aussi chargé de mission à la DATAR à partir de décembre 1965.
En 1966, il est élu maire de la petite commune d'Ucel, mandat qu'il conserve jusqu'en 1983. L'année suivante, il est de nouveau battu aux législatives, mais profite de la vague gaulliste de 1968 pour revenir à l'assemblée nationale, comme député de l'UDR, en battant à la faveur d'une triangulaire, le sortant Jean Moulin et le communiste Jean Delenne.
Il se fait alors le défenseur des artisans, de l'apprentissage, et des petits commerçants, dénonçant notamment le risque de développement des supermarchés. Il intervient aussi sur diverses questions en lien avec l'éducation et la formation. Il propose ainsi en 1972 la nationalisation des collèges (CEG et CES), pour accélérer un processus en cours et qui sera effectivement avec la Loi Haby.
En 1972, il défend la « libération de la femme » par des mesures favorisant sa présence au foyer, et notamment l'augmentation de l'allocation donnée aux femmes au foyer et le développement du travail féminin à mi-temps.
Dans la même veine conservatrice, il ne se distingue de la majorité gaulliste dans ses votes qu'en refusant de voter la loi sur l'extension des droits syndicaux de 1968.
Il retrouve aussi dès 1968 le Parlement européen, où il siège jusqu'en 1979.
En 1973, il est facilement réélu député, toujours sous l'étiquette de l'UDR, avec 59 % des voix au second tour. En septembre de cette même année, il entre au conseil général, en étant élu dans le canton de Vals-les-Bains. Il ne conserve ce mandat que trois ans : en 1976, il est battu.
À partir de 1974, il est vice-président de la commission des affaires culturelles, familiales et sociales de l'assemblée nationale.
Il est un des opposants radicaux à la loi Veil sur l'interruption volontaire de grossesse, et vote d'ailleurs contre le texte final. Sans doute dans le même ordre d'idées, il vote contre la réforme du divorce en 1975 et plaide en 1977 pour l'instauration d'un salaire maternel permettant que les femmes se consacrent uniquement à leur vie de famille.
Réélu député, sous l'étiquette du RPR, en 1978, il est nettement moins actif à l'assemblée. Il continue cependant d'y défendre ses positions sur la famille : opposition radicale à l'IVG, qu'il exprime en novembre 1979 de façon si véhémente qu'il est interrompu par le président de séance, maintien de la femme au foyer, instauration d'une allocation pré et post natale pour remplacer le congé de maternité...
Bien qu'ayant été très actif au Parlement européen dans les dix années précédente, il cesse d'y siéger lorsque celui-ci est élu au suffrage universel direct, en 1979.
En 1981, il est emporté par la « vague rose » successive à l'élection de François Mitterrand à la présidence de la République. N'obtenant que 46 % des voix au second tour, il doit laisser son siège de député au socialiste Jean-Marie Alaize.
Liogier quitte la vie politique après les élections municipales de 1983, où il laisse son fauteuil de maire.
Il est le grand-père du sociologue et philosophe Raphaël Liogier[réf. nécessaire].

## Détail des mandats
- 9 décembre 1958 - 6 février 1959 (élection annulée) puis 12 avril 1959 - 9 octobre 1962: Député de la 3e circonscription de l'Ardèche
- 13 mars 1966 - 13 mars 1983 : Maire d'Ucel
- 30 juin 1968 - 21 juin 1981 : Député de la 3e circonscription de l'Ardèche
- 30 septembre 1973 - 14 mars 1976 : Conseiller général du Canton de Vals-les-Bains